# Дунфан Хун-1
«Дунфан Хун-1» (кит. трад. 東方紅一號, упр. 东方红一号, пиньинь Dōng Fāng Hóng Yīhào, палл. Дунфан Хун ихао, в честь популярной революционной песни «Алеет Восток») — первый спутник, запущенный по космической программе Китая. Спутник «Дунфан Хун-1» на частоте 20,009 МГц передавал музыкальное произведение «Алеет Восток» и телеметрию систем аппарата. Представлял собой многогранник, близкий к сфере диаметром 1 метр из алюминиевого сплава. В верхней и средней частях имел антенны приёмопередатчика, стабилизировался вращением.

## История
Запуск состоялся 24 апреля 1970 года с космодрома Цзюцюань с помощью собственной китайской ракеты-носителя «Чанчжэн-1». Благодаря данному запуску, Китай стал 11-й страной с собственным спутником, но 5-й в мире и 2-й в Азии (отстав от Японии всего на несколько месяцев) космической державой.

## Память
8 марта 2016 года, решением Госсовета КНР, 24 апреля было постановлено ежегодно отмечать как День космонавтики Китая (кит. упр. 中国航天日).